# 확정판결
확정판결(確定判決)은 하급심 소송절차에서 내려진 판결이 상소기간을 도과하거나, 대법원에서 내려진 판결로서 확정된 효력을 지니는 판결을 의미한다. 상소기간은 형사소송에서는 7일, 민사소송에서는 14일로 규정한다. 확정된 효력을 가지는 판결은 통상적인, 보통의 불복신청으로는 취소할 수 없다.
형사소송에서 확정판결의 종류는 정식재판에서 선고된 유죄판결과 무죄의 판결 및 면소의 판결 등이 있다.

## 같이 보기
- 면소판결